# Bolero (Baby K)
Bolero è un singolo discografico della cantante italiana Baby K con il cantante anglo-libanese Mika, pubblicato il 17 giugno 2022.
Il brano è stato aggiunto nella riedizione streaming del quarto album in studio della cantante, intitolato Donna sulla Luna, diventando quindi il settimo singolo estratto.

## Descrizione
Il brano, scritto da entrambi i cantanti assieme a Jacopo Ettorre, Dardust e Filippo Uttinacci, è stato raccontato dalla rapper:
(Baby K a TV Sorrisi e Canzoni)
Baby K ha inoltre raccontato la scelta di collaborare con Mika:
(Baby K a TV Sorrisi e Canzoni)

## Accoglienza
Fabio Fiume di All Music Italia assegna 7 punti su 10, scrivendo che nella collaborazione la rapper sembra «trasportata nell’universo musicale» del cantante. Fiume descrive la produzione «fuori dalle regole reggaeton» e con una «buona linea melodica», trovando una somiglianza a Relax, Take It Easy di Mika.
Giulia Ciavarelli di TV Sorrisi e Canzoni riporta che musicalmente il brano richiama «sfumature synthwave Anni 80, incontrando un mondo esotico» il cui testo porta un «pizzico di malinconia» e «nostalgia dei bei momenti condivisi con un'altra persona».
Meno entusiasta Gabriele Fazio di Agenzia Giornalistica Italia, il quale descrive il brano dal «ritmo pompato», paragonando l'interpretazione di Mika a Miguel Bosé.

## Video musicale
Il video musicale, diretto da Marc Lucas, è stato reso disponibile il 14 luglio 2022 attraverso il canale YouTube della cantante.

## Tracce
Testi di Claudia Nahum, Michael Holbrook Penniman, Jacopo Ettorre e Filippo Uttinacci, musiche di Dario Faini, Jacopo Ettorre e Filippo Uttinacci.
1. Bolero (feat. Mika) – 3:33

## Classifiche
| Classifica (2022) | Posizione massima |
| ----------------- | ----------------- |
| Italia            | 47                |